# Logóteta doméstico
Logóteta doméstico (em grego: λογοθέτης τῶν οἰκειακῶν; romaniz.: logothetēs tōn oikeiakōn), originalmente mestre doméstico ou mestre da residência (em grego: ὁ ἐπὶ τῶν οἰκειακῶν; romaniz.: epi tōn oikeiakōn; "a cargo dos ecíacos"), foi um oficial bizantino com vários deveres. Os ecíacos (em grego: οικειακοί; romaniz.: oikeiakoi; "pertencente ao lar") foram uma classe de altos funcionários seniores da morada imperial atestados nos século IX-X. A posição do chefe da classe (mestre dos ecíacos) apareceu possivelmente no século X, baseado em evidência sigilográfica, ou pelo menos antes de cerca de 1030.
Suas funções exatas são incertas: Rodolphe Guilland considerou-o o sucessor do mestre do departamento especial (epi tou eidikou) como chefe do tesouro imperial privado, enquanto Nikolaos Oikonomides pensou que administrou os domínios privados do imperador. O posto foi frequentemente combinado com outras posições, e cumpriu uma série de deveres judiciais e fiscais. No período Paleólogo, tornou-se o logóteta doméstico, que exerceu principalmente deveres judiciais e diplomáticos.
Segundo o Livro dos Ofícios de pseudo-Codino, compilado em meados do século XIV, o logóteta doméstico ocupou a posição 39 na hierarquia imperial, entre o pretor do povo e o grande logariasta, mas deteve nenhuma função oficial. Seu uniforme cortesão consistiu de um turbante (facéole) e um sobretudo chamado epilúrico.